# كريم أباد العليا (حسين أباد كرمان)
کریم أباد العلیا (بالفارسية: کریم‌آباد علیا) هي منطقة سكنية تقع في إيران في Hoseynabad Rural District. يقدر عدد سكانها بـ 699 نسمة .